# Insajder
Insajder je slovenski spletni časopis, ki je začel delovati leta 2016. Objavlja novice iz sveta, notranje politike, gospodarstva in intervjuje.

## Uredništvo
Odgovorni urednik in urednik notranje politike je Igor Mekina, ki je bil odgovorni urednik Katedre, ki je bila v času socializma in njegovega urednikovanja zaradi kritičnih člankov, zavzemanja za večstrankarski sistem, svobodo govora in kritike avtoritarnih postopkov in zlorab oblasti večkrat prepovedana (v Mariboru in Beogradu) pozneje pa je do leta 2004 delal novinar Mladine ter do leta 2008 kot urednik zunanje politike pri Dnevniku. Bil je prvi novinar, ki je za Mladino poročal o izbrisanih. Urednica mednarodne politike in gospodarstva je žena Mekine, Svetlana Vasović, ki je novinarsko sodelovala s številnimi domačimi in tujimi mediji, najprej za beograjski Student in B92 ter mariborsko Katedro, nato pa za Mladino. Bila je zaposlena kot novinarka Vremena od leta 1990 do 2006 , nato pa je bila do leta 2010 dopisnica Politike iz Ljubljane. Leta 2008 je bila nagrajena za posebne novinarske dosežke s strani Društva novinarjev Srbije. Oba zakonca sta bila pri Dnevniku oz. Politiki odpuščena zaradi objave zaupnih diplomatskih pogovorov.

## Lastništvo
Izdajatelj Insajderja je UNEP poslovno svetovanje d.o.o., ki je v lasti Andreja Drapala (0,77%), Branka Pavlina (0,77%), družbe I.R.V. Investicije (ki je v lasti Marijana Jurenca (13,70%), Igorja Mekine (84,76%). Mekina je tudi direktor.
Podjetje Unep je bilo tudi izdajatelj portala tatrenutek.si, katerega odgovorni urednik je bil Dejan Steinbuch.

## Kritike
Insajder je bil pogosto označen za medij, ki širi rusko propagando, lažne novice in manipulacije. Izpostavljeno je bilo poročanja portala o rusko-ukrajinski vojni, ki je izrazito prorusko in pogosto širi različno propagando kot so trditve, da Rusi »osvobajajo« Ukrajino, teorije zarote o ukrajinskih bioloških orožjih, teorije zarote o poljski nameri za okupacijo zahodne Ukrajine, ipd.
Insajder se je na obtožbe o proruskosti odzval z zanikanjem in trditvijo, da imajo »mirovniški« namen. Hkrati so zapisali, da imajo Rusi »prav«, ker da vodijo »pot k miru v Evropi« in naj bi jih »ogrožala« NATO in ZDA, ob tem pa ponovili še različne ruske upravičitve za invazijo na Ukrajino, glede katere trdijo, da Rusija ni agresor.